# Małgorzata Dołowska
Małgorzata Dołowska (ur. 1 stycznia 1959 w Warszawie) – polska artystka fotograf. Członkini założycielka i prezes Zarządu Fotoklubu Rzeczypospolitej Polskiej. Prezydent Kapituły Fotoklubu RP. Członkini założycielka oraz (w latach 1990–2022) dyrektor Fundacji Fotografia dla Przyszłości. W latach 2000–2011 dyrektor Wyższego Studium Fotografii i Studium Form Fotograficznych w Warszawie. W latach 2008–2011 kierownik Studium Instruktorów Fotografii i Technik Audiowizualnych w Warszawie.

## Życiorys
W 1989 ukończyła Studium Form Fotograficznych w Ośrodku Kultury Ochoty w Warszawie. W 1993 została absolwentką Wyższego Studium Fotografii w Warszawie, w 2004 ukończyła Państwową Wyższą Szkołę Filmową, Telewizyjną i Teatralną im. Leona Schillera w Łodzi. W 1990 była współzałożycielką Fundacji Fotografia dla Przyszłości, gdzie do 2022 pełniła funkcję dyrektora. W 1995 była współzałożycielką Fotoklubu Rzeczypospolitej Polskiej Stowarzyszenia Twórców, gdzie pełniła funkcję skarbnika. W 2021 została prezesem Zarządu Fotoklubu RP.

## Działalność
Jest organizatorką, współorganizatorką i uczestniczką ogólnopolskich i międzynarodowych plenerów fotograficznych i warsztatów fotografii artystycznej dla młodzieży i starszych pasjonatów fotografii. Od 1992 roku jest członkiem jury w licznych ogólnopolskich i międzynarodowych konkursach fotograficznych, m.in. takich jak Międzynarodowy Niekonwencjonalny Konkurs Fotograficzny Foto Odlot, organizowany pod patronatem FIAP.
W latach 1999–2001 była komisarzem akcji i wystawy „Portret Rodzinny Warszawiaków” – wystawa była prezentowana w Bibliotece Stanisławowskiej – w Zamku Królewskim w Warszawie, pod patronatem prezydenta Warszawy. Od 1999 roku jest współorganizatorką, kuratorem i komisarzem wystaw fotografii w placówce Fundacji Fotografia dla Przyszłości. Jest autorką i współautorką wielu wystaw indywidualnych i zbiorowych. Brała udział w wielu projektach fotograficznych: (m.in.) „Jeden dzień Warszawy” (1989), „Portret Warszawianki” (1989), „Jeden dzień z życia Warszawy” (1996), „Woda w fotografii” (1998).
W latach 2001–2003 była członkiem komisji stypendialnej w Ministerstwie Kultury w Warszawie. W latach 1997–2003 była redaktorem „Wiadomości Fotograficznych” – biuletynu Fotoklubu Rzeczypospolitej Polskiej. W 2018 roku została uhonorowana Medalem „Za Zasługi dla Fotografii Polskiej” – odznaczeniem przyznawanym przez Kapitułę Fotoklubu Rzeczypospolitej Polskiej Stowarzyszenia Twórców – w 100. rocznicę odzyskania przez Polskę niepodległości.

## Odznaczenia
- Odznaka „Zasłużony Działacz Kultury” (2000)[30]
- Srebrny Krzyż Zasługi (2005)[30]
- Srebrny Medal „Zasłużony dla Fotografii Polskiej”[30]
- Złoty Medal „Zasłużony dla Fotografii Polskiej”[30][31]
- Złoty Medal „Za Fotograficzną Twórczość”[30]
- Brązowy Medal „Zasłużony Kulturze Gloria Artis” (2010)[30][32]
- Medal „Za Zasługi dla Fotografii Polskiej” (2018)[33]

## Wystawy indywidualne
- Alicja po drugiej stronie lustra z cyklu archeologia czasu (1) – Galeria Zamknięta (Warszawa 2006)[34][35]
- Oblicza ludzi – Galeria F10 (Warszawa 2020)[35][36]
- Powązki z cyklu archeologia czasu (2) – Miejski Ośrodek Kultury (Siedlce 2021)[37]
- Powroty z cyklu archeologia czasu (3) – Zamojski Dom Kultury (2023)[38]
- Powązki – Regionalny Ośrodek Kultury (Częstochowa 2023)[39]
- Powroty z cyklu archeologia czasu (3) – Miejski Ośrodek Kultury (Olkusz 2024)[40]
- Powroty z cyklu archeologia czasu – Galeria Nierzeczywista (Rzeszów 2024)[41]
- Powroty z cyklu archeologia czasu (3) – Galeria Na piętrze (Bełchatów 2025)[42]